# Gerhard Dorn

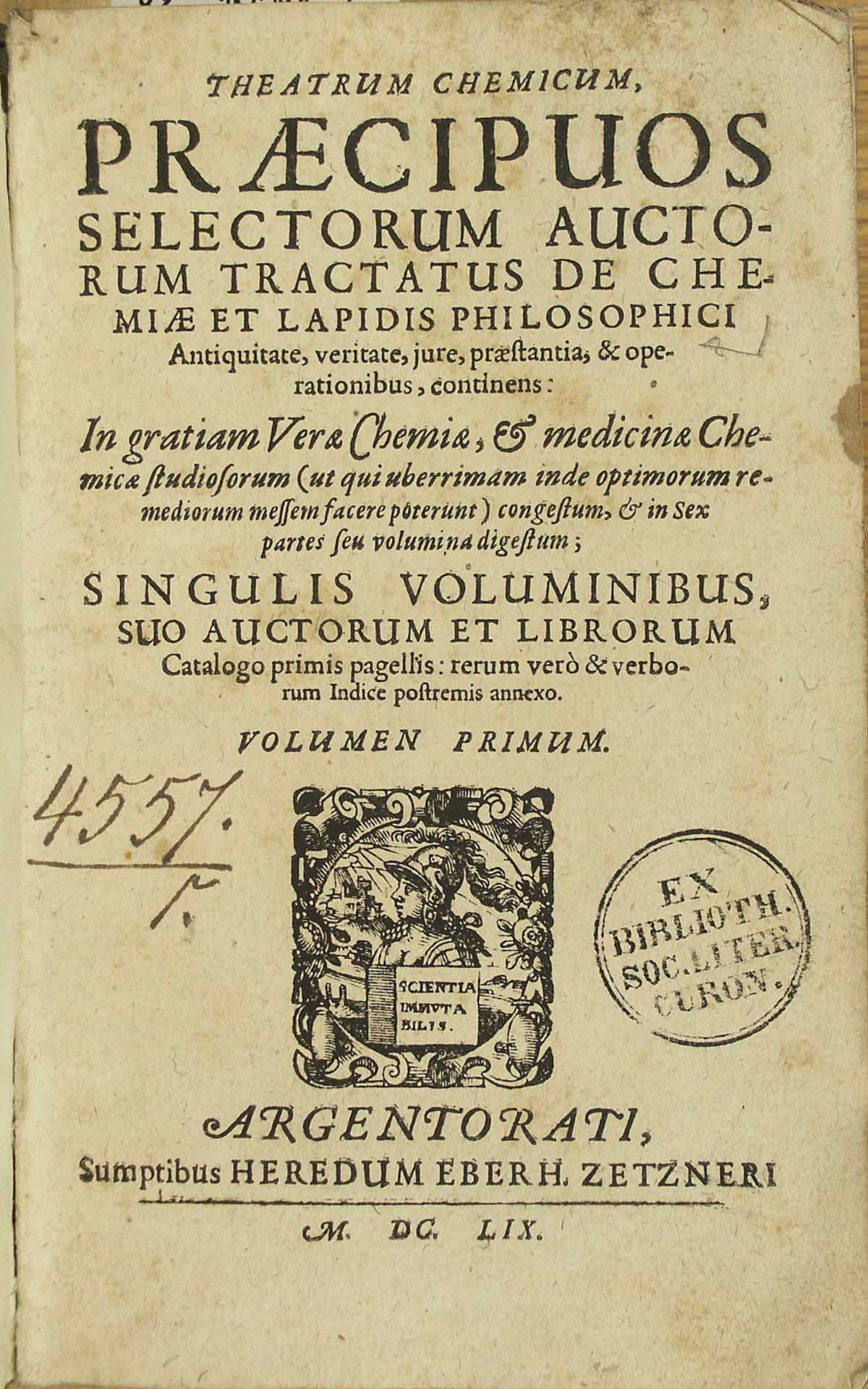
Band I des Theatrum Chemicum, 1559, mit einigen der wichtigsten Schriften von Gerhard Dorn.

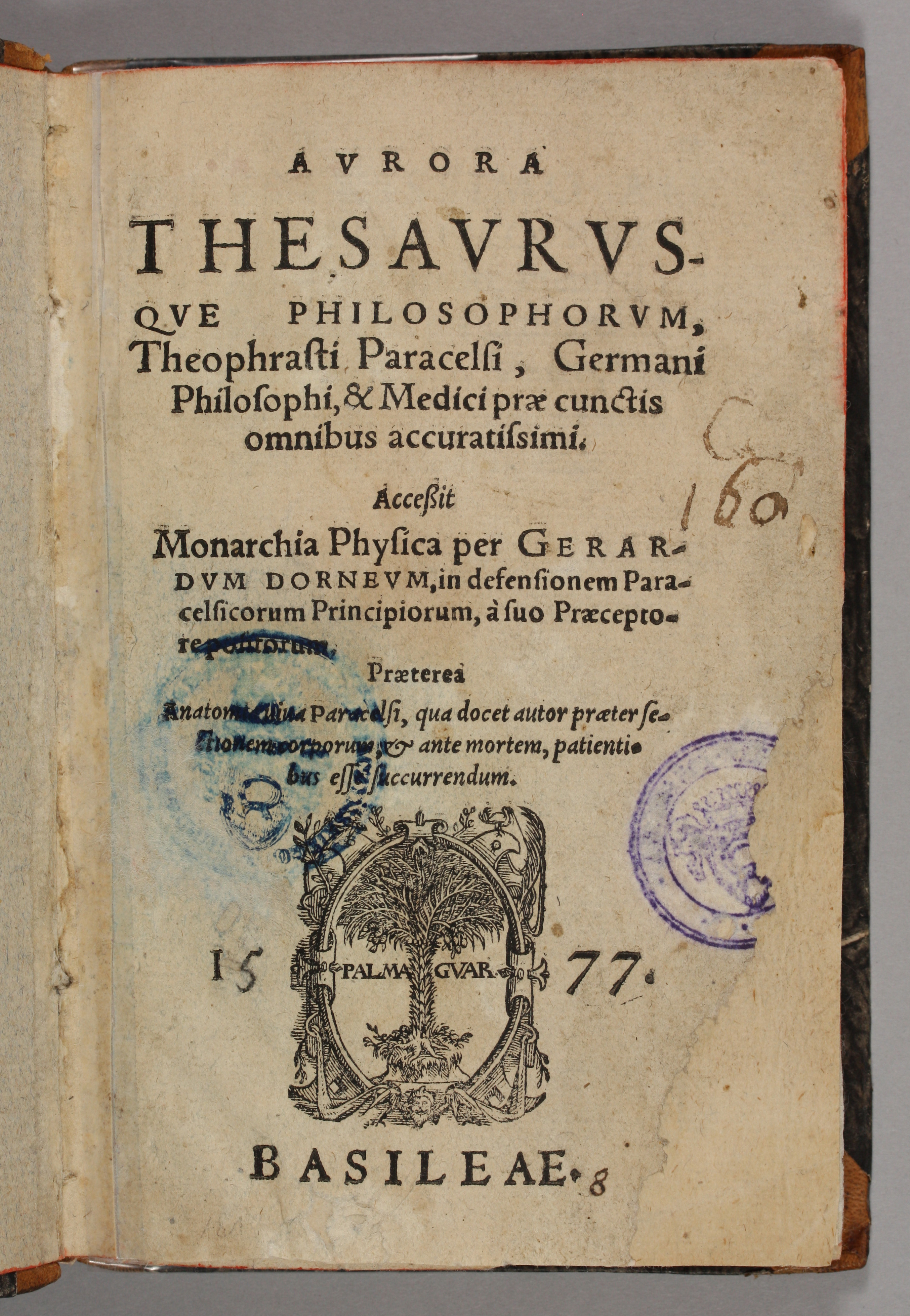
Aurora thesaurusque philosophorum. 1577

Gerhard Dorn, latinisiert Gerardus Dorneus (* um 1530 in Mechelen; † nach 1584 in Frankfurt am Main) war ein deutscher Mediziner, Alchemist, Übersetzer und Herausgeber besonders von Paracelsus, den er ins Latein übersetzte und somit europäischen Gelehrtenkreisen zugänglich machte.
Er wurde zwischen 1530 und 1535 in Mechelen (Burgundische Niederlande) geboren. Ende der 1550er-Jahre studierte er wahrscheinlich Medizin an der Universität Tübingen und erwarb dort möglicherweise den Doktorgrad (Genaues ist über einen Abschluss nicht bekannt). 1565 verfasste er in Besançon eine erste handschriftliche Version der alchemistischen Schrift Clavis totius Philosophiae Chymisticae, für die er später berühmt werden sollte, und widmete sie dem Kardinal Antoine Perrenot de Granvelle. Bei einem Aufenthalt in Lyon lernte er möglicherweise Adam von Bodenstein kennen, der 1567 Dorns Manuskript drucken ließ (eine weitere Auflage erschien in Straßburg 1607) und ihn mit den Lehren des Paracelsus vertraut machte, mit denen er sich schon in Besançon befasst hatte. Von 1568 bis 1578 hielt sich Dorn in Basel auf und edierte die Philosophia magna des Paracelsus, die er dem Markgrafen Karl von Baden widmete. Darüber hinaus arbeitete er als Übersetzer für den Basler Verleger Peter Perna, insbesondere der Werke von Paracelsus ins Lateinische. 1572/73 überwarf er sich mit Perna. 1577 erschien seine Anatomia corporum adhuc viventium, das die chemische Uroskopie behandelt, 1605 als deutsche Übersetzung in die Paracelsusausgabe von Johann Huser gelangte und starke Ähnlichkeit mit einer von Leonhard Thurneysser 1576 verfassten Harnschrift hat. Er war mit dem französischen Botschafter Pierre de Grantrye in Basel befreundet und kam über diesen in Kontakt mit dem Bruder des französischen Königs François de Valois, der auch die Übersetzung von Paracelsus mit finanzierte. Ihm widmete Dorn seine Übersetzung eines pseudo-paracelsischen Werkes Aurora Philosophorum (1577). Danach war er in Frankreich, worüber aber nichts Genaues bekannt ist.
1581 zog er nach Frankfurt am Main. In den Jahren bis zu seinem Tod um 1584 veröffentlichte er weitere Schriften Paracelsus’, die er häufig seinem Freund Samuel Eisenmenger (Siderocrates) widmete. 1602 erschienen im ersten Band des „Theatrum Chemicum“ posthum einige Dorn zugeschriebene Traktate. Sie nehmen dort mit rund 400 Seiten fast die Hälfte ein.
Als Anhänger des Paracelsus blickt er auf die traditionelle Medizin seiner Zeit herab. Er hält auch nicht viel vom Goldmachen, behandelt in seinen Werken aber oft die Transmutation von Metallen. Bei ihm finden sich Ansätze der alchemistischen Deutung der antiken Mythologie. Er ist von Johannes Trithemius beeinflusst und nach Didier Kahn Wegbereiter von theosophischen Alchemisten der frühen Neuzeit (Heinrich Khunrath, Jakob Böhme).

## Schriften (Auswahl)
- Anatomia corporum adhuc viventium. Qua docet Theophrastus Paracelsus verae Medicinae Philosophiaeque Doctor excellentissimus, ante mortem aegris, esse consulendum, post quam sero Medicina paratur. In: Auroroa Thessaurusque Philosophorum Theophrasti Paracelsi. Accessit Gerardum Dorneum. Basel 1577, S. 129–191.
  - deutsch: Anatomi, das ist Zerlegung der lebendigen Körper […]. In: Johannes Huser (Hrsg.): Chirurgische Bücher und Schriften des […] Philippi Theophrasti Bombast von Hohenheim, Paracelsi genannt. Straßburg 1605, Appendix.